# Sân bay Nam Giao Miên Dương
Sân bay Nam Giao Miên Dương (tiếng Trung Quốc: 绵阳 南郊 机场) (IATA: MIG, ICAO: ZUMY) là một sân bay phục vụ thành phố Miên Dương, tỉnh Tứ Xuyên, Trung Quốc. Nó nằm ở ngoại ô phía nam của Miên Dương (Nam Giao có nghĩa là "vùng ngoại ô phía Nam" trong tiếng Trung), cự ly 10 km từ trung tâm thành phố.
Khai trương vào ngày 28 tháng 4 năm 2001, đây là sân bay lớn thứ hai ở Tứ Xuyên sau sân bay quốc tế Song Lưu Thành Đô. Sân bay cũng được sử dụng để huấn luyện phi công của Đại học Hàng không dân dụng Trung Quốc.
Trong năm 2011, sân bay này phục vụ 622.816 lượt, đứng thứ 66 trong số các sân bay của Trung Quốc. Sân bay này cũng thông qua 4.491,5 tấn hàng hóa và 207.140 lượt chuyến bay.